# Linde
A Linde (oroszul: Линде, jakut nyelven: Лииндэ) folyó Oroszország ázsiai részén, Jakutföldön, a Léna bal oldali mellékfolyója.

## Földrajz
Hossza: kb. 804 km, vízgyűjtő területe: 20 000 km², évi közepes vízhozama a torkolatnál: 100 m³/s. 
A Közép-szibériai-fennsík keleti peremén, az északi sarkkörön túl ered és délkelet felé folyik, végig Jakutföld Zsiganszki evenki nemzetiségi járásának nyugati felén. Nyugat felől ömlik a Lénába, 985 km-re annak torkolatától. Felső folyásán sok a zuhatag, középső és alsó folyásán alföldi jellegű folyó. Középső folyásán 60 m, alsó folyásán kb. 100 m széles. 
Kelet-szibériai típusú vízjárását tavaszi árvízek és a nyári esők által kiváltott áradások jellemzik. Október elején befagy (a felső folyásán fenékig) és május második felében szabadul fel a jég alól. A folyó völgye erősen elmocsarasodott, sok a termokarsztos medence és a tukulánnak nevezett homokdűne. A partokat hegyi tundra növénytársulások, vörösfenyőből és erdeifenyőből álló erdők borítják.
Vízgyűjtő területe a Közép-szibériai fennsík keleti peremére és a Közép-jakut-alföldre terjed ki, jellemzője a folytonos, állandóan fagyott talaj. Éghajlata szélsőségesen kontinentális, hosszú és nagyon hideg, csapadékban szegény téllel és rövid, forró nyárral. Télen a levegő legalacsonyabb hőmérséklete -65 °C, a nyári közepes hőmérséklet 16–19 °C, a legmagasabb 41 °C.
A folyó vadkacsák és vadlibák fészkelőhelye, értékes halfajokban gazdag. Partjain nincs állandóan lakott település. 
Jelentősebb, bal oldali mellékfolyója a Szebirdeh (Себирдёх vagy Сэбирдэх, 148 km), a Szerki (209 km) és alsó folyásán a Gyelinde (Дьэлиндэ, 200 km).